# Yu Shinan

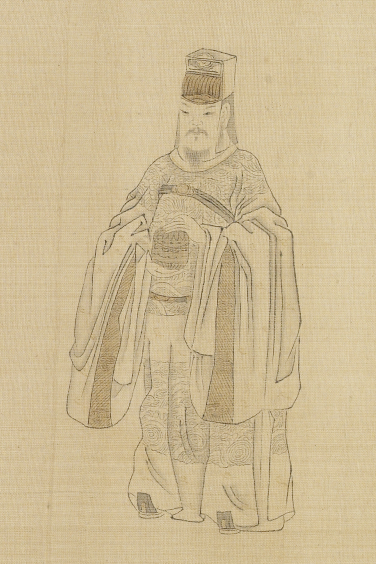
Yu Shinan

Yu Shinan (558 – 638), omgangsnaam Boshi, postuum bekend als Hertog Wenyi van Yongxing was een Chinese hoogwaardigheidsbekleder, intellectueel, Confuciaanse geleerde en kalligraaf, die leefde tijdens de vroege Tang-dynastie.
Hij steeg in aanzien gedurende de regering van keizer Tang Taizong. Hij wordt, naast Ouyang Xun, Chu Suiliang en Xue Ji, gezien als een van Vier Grote Kalligrafen van de vroege Tang en als een van de bekendste uit de Chinese geschiedenis. Keizer Taizong noemde hem eens “Een man van vijf absolute verdiensten”.
- Bibsys: 1507616671356
- Bibliothèque nationale de France: cb17127499d (data)
- CiNii: DA03318651
- Gemeinsame Normdatei: 1020689501
- International Standard Name Identifier: 0000 0000 8299 1602
- Library of Congress Control Number: n85139720
- Bibliotheek van het Japanse parlement: 00314483
- Nationale bibliotheek van Australië: 36636940
- Nationale Bibliotheek van Israël: 987012364247905171
- Nederlandse Thesaurus van Auteursnamen: 387230602
- Système universitaire de documentation: 12904816X
- Trove: 1351272
- Virtual International Authority File: 110352282
- WorldCat: E39PBJfcJWWyjB7tx3xhQq7j4q